# Łypjanka (obwód połtawski)
Łypjanka (ukr. Лип'янка) – wieś na Ukrainie, w obwodzie połtawskim, w rejonie połtawskim. W 2001 liczyła 832 mieszkańców, spośród których 77 wskazało jako ojczysty język ukraiński, 37 rosyjski, 4 mołdawski, 1 węgierski, 2 białoruski, 9 ormiański, 6 romski, a 2 inny.